# Alf Carling
Alf Gunnar Carling, född 1937, död 2008, var en svensk nationalekonom och ämbetsman.
Carling disputerade 1968 vid Lunds universitet, med en avhandling han skrivit inom ramen för Koncentrationsutredningen. Han blev även docent. Från 1980 var han verksam vid Expertgruppen för forskning om regional utveckling (ERU). Under 1980-talet fick Carling en tjänst vid Riksbanken och han var senare verksam som generaldirektör för Konjunkturinstitutet.